# V599 Возничего
V599 Возничего (лат. V599 Aurigae) — тройная звезда в созвездии Возничего на расстоянии приблизительно 972 световых лет (около 298 парсеков) от Солнца.
Пара первого и второго компонентов — двойная затменная переменная звезда типа W Большой Медведицы (EW). Видимая звёздная величина звезды — от +12,35m до +12m. Орбитальный период — около 0,3165 суток (7,5968 часов).

## Характеристики
Первый компонент — жёлтый карлик спектрального класса G. Масса — около 0,6 солнечной, радиус — около 1,24 солнечного, светимость — около 1,072 солнечной. Эффективная температура — около 5275 K.
Второй компонент — жёлтый карлик спектрального класса G. Масса — около 1 солнечной.
Третий компонент. Масса — около 0,67 солнечной. Орбитальный период — около 1,92 года.